# مونتيكيو ماجيوري
مونتيكيو ماجيوري (بالإيطالية: Montecchio Maggiore)‏ هي مدينة وبلدية في مقاطعة فشنزة في منطقة فنيتة، شمال إيطاليا.